# Bokang Mothoana
Bokang Mothoana (né le 9 décembre 1987) est un footballeur lésothien. Il occupe le poste d'ailier gauche et évolue avec L'US monastirienne en Tunisie.